# Gobipteryx
Gobipteryx (de Gobi, en referencia al desierto de Gobi donde se descubrió por primera vez, y del griego pteryx, "ala") es un género extinto de avialano del clado Enantiornithes perteneciente al Campaniense del Cretácico Superior de Mongolia. Al igual que el resto del clado de los enantiornithes, se cree que Gobipteryx se extinguió cerca del final del Cretácico.